# ラグナ・ビーチ (フロリダ州)
ラグナ・ビーチ（Laguna Beach）は、フロリダ州ベイ郡の地域。メキシコ湾に面する沿岸都市。